# Марк Фурій Бібакул
Марк Фу́рій Бібаку́л (103 до н. е. — після 60 до н. е.) — давньоримський поет, який входив до літературного гуртка неотериків.

## Життєпис
Походив з роду Фуріїв з Цізальпійської Галлії. Народився в місті Кремона, у родині Марка Фурія. Сім'я його була небагатою. Втім вони були сусідами заможних Катуллів. Замолоду Бібакул затоваришував з майбутнім поетом Катуллом. Їхня дружба продовжилася навіть після переїзду останнього до Риму. Катулл запрошував й Бібакула приїхати до нього, проте останній усе життя прожив у Кремоні.
За політичними настроями Фурій був республіканцем, критично ставився до Гая Цезаря й Октавіана Августа.

## Творчість
Марк Фурій Бібакул відоміший завдяки своїм епіграмам, зокрема й політичного змісту — на Цезаря й Октавіана, а також на їхніх прихильників.
Також у нього є твір написаний прозою. Це збірка, яка носить назву «Літературні твори». На жаль, практично нічого з творчості Бібакула не залишилося дотепер. Здебільшого про них відомо з творчості Катулла.